# Liparis adiastolus
Liparis adiastolus är en fiskart som beskrevs av Stein, Bond och Misitano 2003. Liparis adiastolus ingår i släktet Liparis och familjen Liparidae. Inga underarter finns listade i Catalogue of Life.